# Her Younger Sister
Her Younger Sister è un cortometraggio muto del 1914 diretto da Frank Cooley. Prodotto dalla American Film Manufacturing Company, il film - di genere drammatico - aveva come interpreti Fred Gamble e Gladys Kingsbury che aveva firmato anche il soggetto della storia con il nome da sposata, Mrs. Frank Cooley.

## Trama
Innamorato di Emma Lyons, John Wynn le fa una proposta di matrimonio. Quando lei accetta, John si reca dal padre della ragazza per avere anche la sua approvazione. Ma Lyons, un vecchio egoista che non vuole perdere la figlia più grande, gli pone come condizione di tornare dopo dieci anni. Inutilmente John cerca di convincere Emma a sposarlo lo stesso: l'affetto filiale che lei prova per il padre le impedisce di disobbedire e lascia andare via John.
 
Dieci anni più tardi, John torna dalla fidanzata. Quando vede Elsie, la sorella minore che lui aveva conosciuto bambina, scambia quella bella ragazza ormai ventenne per Emma. Mentre quando vede la fidanzata, resta deluso perché per lei il tempo non si è certo fermato. Emma si rende conto che ormai Elsie ha usurpato il suo posto nel cuore di John e, sacrificandosi come ha fatto per tutta la vita, si mette da parte, rompendo il fidanzamento che la legava a John.

## Produzione
Il film fu prodotto dalla Beauty (American Film Manufacturing Company).

## Distribuzione
Distribuito dalla Mutual, il film - un cortometraggio in una bobina - uscì nelle sale statunitensi il 15 dicembre 1914.